# Walter Vandenbossche
Pour les articles homonymes, voir Vandenbossche.
Walter Vandenbossche, né le 31 juillet 1953 à Anderlecht est un homme politique belge bruxellois, membre de Christen-Democratisch en Vlaams.
Il est licencié en droit.

## Fonctions politiques
- Membre du Parlement de la Région de Bruxelles-Capitale :
  - du 12 juillet 1989 au 13 juin 1999
  - depuis le 15 juillet 1999 jusqu'au 31 décembre 2001 à titre de suppléant appelé à siéger
  - depuis le 1er janvier 2002 au 25 mai 2014 comme membre effectif
- Président du groupe CD&V du Parlement bruxellois
- Conseiller communal d'Anderlecht

## Anciennes fonctions politiques
- Ancien Vice-Président de la Commission communautaire flamande
- Ancien membre du Parlement flamand

## Décoration
- Commandeur de l'ordre de Léopold (2019)[1]